# Red Bull RB6
Red Bull RB6 je vůz formule 1 týmu Red Bull Racing nasazený pro rok 2010. Jezdili v něm Němec Sebastian Vettel a Australan Mark Webber. Monopost byl představen 10. února 2010 v Jerezu.

## Název vozu
Pojmenování vozu vychází z toho, že se jedná o monopost týmu Red Bull Racing, u nějž je v pořadí šestý, takže 6.

## Popis

### Technika
Monopost RB6 je celkově čtvrtým vozem Red Bullu, který navrhl uznávaný designér Adrian Newey. Vůz pohání motor Renault RS27. Kvůli zákazu tankování, novince v pravidlech formule 1 pro sezónu 2010, má vůz (stejně jako všechny ostatní vozy pro sezónu 2010) zvětšenou palivovou nádrž.

### Proporce
Red Bull RB6 je přizpůsoben aerodynamickým standardům zavedeným ve formuli 1 od roku 2009. Má vysoce zdviženou přední část s mohutným křídlem, které přesahuje přes celou šířku vozu, úzký a vysoký zadní spoiler a kryt motoru protažený až k němu (tzv. žraločí ploutev).

### Design
Barevné řešení vozu je uzpůsobené především vlastníkovi a zároveň hlavnímu sponzorovi týmu, rakouské společnosti Red Bull, jejímž hlavním výrobkem je stejnojmenný nápoj. Z tohoto důvodu je auto barveno na tmavě modrou barvu, která je doplněna sytě žlutými a červenými motivy připomínajícími společnost Red Bull. Na monopostu však můžeme vidět i reklamy na jiné společnosti (např. na francouzskou olejářskou společnost Total, která týmu dodává palivo), vesměs však nenarušují designové ladění ve stylu Red Bullu. V posledních závodech sezóny se zezadu na zadním přítlačném křídle objevil nápis Renault, neboť právě ten dodává týmu motory.

## Sezóna 2010
Sezóna roku 2010 začala velmi slibně, a to výhrou Sebastiana Vettela v kvalifikaci na Velkou cenu Bahrajnu, první závod této sezóny. Tato pole position jako by byla předzvěstí kvalifikační dominance stáje Red Bull po celou sezónu. V závodě však postihly Vettela technické problémy a dojel až čtvrtý, jeho týmový kolega Mark Webber dojel po startu z 6. místa osmý. Kvalifikaci na další závod, Velkou cenu Austrálie, opět ovládal právě vůz RB6, takže oba jezdci se na startu závodu postavili vedle sebe do první řady. Závod však opět nevyšel ani pro domácího Webbera, který skončil na předposlední bodované příčce, ani pro Němce Vettela, který nedokončil. Na první vítězství si tak musel Red Bull počkat až do třetího závodu, Velké ceny Malajsie, kde mu jeho piloti, v pořadí Vettel–Webber vyjeli double. Následoval další nepovedený závod v Číně, poté dvě Velké ceny ve Španělsku a v Monaku, které vyhrál Webber a Vettel se umístil na stupních vítězů. V Turecku získal Webber svou čtvrtou letošní pole position, pro Red Bull letos celkově sedmou (Red Bully nebyly v této sezóně v kvalifikaci doposud poraženy). V závodě se ovšem střetli Vettel s Webberem, což způsobilo Vettelovo následné odstoupení a Webber musel do boxů pro nové přední křídlo, takže dojel až třetí za McLareny Lewise Hamiltona a Jensona Buttona. V následující Velké ceně Kanady poprvé nestál ani jeden Red Bull RB6 na první pozici startovního roštu, na konci závodu nestál žádný z jezdců Red Bull Racingu na stupních vítězů. V dalších čtyřech Velkých cenách vybojoval Vettel čtyřikrát pole position, pouze jednou ji však proměnil ve vítězství a to ve Valencii, kde jeho týmový kolega Webber „roztřískal“ své auto o mnohem pomalejší Lotus Fina Heikkiho Kovalainena. Naproti tomu Australan vyhrál dvě z těchto čtyř Grand Prix (Velká Británie, Maďarsko). Následovaly tři závody bez vítězství, až v Japonsku se pilotům Red Bullu podařil další double. Na stejný výsledek to vypadalo i v deštivé premiéře Velké ceny Koreje, avšak Webber pár kol po zajetí safety caru do boxů dostal smyk a rozbil auto, vedoucímu Vettelovi několik kol před cílem shořel motor Renault. Odvetou za katastrofální závod v Jeongamu byla předposlední Velká cena Brazílie, která přinesla Red Bullu nejen další double, ale i vítězství v poháru konstruktérů. Přesto však v poháru jezdců ztrácel Webber na vedoucího Alonsa 8 bodů, Vettel dalších 7. To znamenalo, že jestli Velká cena Abú Dhabí dopadne stejně jako závod v Brazílii, jezdecký titul Red Bull nezíská. Přesto se díky Vettelově vítězství a špatné strategii týmu Ferrari podařilo Red Bullu získat tituly oba a Sebastian Vettel se ve svých 23 letech stal nejmladším mistrem formule 1 v historii.

### Výsledky v sezóně 2010
| Legenda k tabulce | Legenda k tabulce                                                                       |
| Barva             | Výsledek                                                                                |
| ----------------- | --------------------------------------------------------------------------------------- |
| Zlatá             | Vítěz                                                                                   |
| Stříbrná          | 2. místo                                                                                |
| Bronzová          | 3. místo                                                                                |
| Zelená            | Bodované umístění                                                                       |
| Modrá             | Nebodované umístění                                                                     |
| Modrá             | Dokončil neklasifikován (NC)                                                            |
| Fialová           | Odstoupil (Ret)                                                                         |
| Červená           | Nekvalifikoval se (DNQ)                                                                 |
| Červená           | Nepředkvalifikoval se (DNPQ)                                                            |
| Černá             | Diskvalifikován (DSQ)                                                                   |
| Bílá              | Nestartoval (DNS)                                                                       |
| Bílá              | Závod zrušen (C)                                                                        |
| Světle modrá      | Pouze trénoval (PO)                                                                     |
| Světle modrá      | Páteční testovací jezdec (TD)                                                           |
| Bez barvy         | Netrénoval (DNP)                                                                        |
| Bez barvy         | Vyřazen (EX)                                                                            |
| Bez barvy         | Nepřijel (DNA)                                                                          |
| Bez barvy         | Odvolal účast (WD)                                                                      |
| Bez barvy         | Nezúčastnil se (prázdné)                                                                |
| Označení          | Význam                                                                                  |
| Tučnost           | Pole position                                                                           |
| Kurzíva           | Nejrychlejší kolo                                                                       |
| †                 | Jezdec nedojel do cíle, ale byl klasifikován, protože odjel více než 90 % délky závodu. |
| ‡                 | Byl udělován poloviční počet bodů, protože bylo odjeto méně než 75 % délky závodu.      |
| Horní index       | Umístění bodujících jezdců ve sprintu                                                   |

| Rok  | Šasi         | Motor               | Pneu | Jezdci      | 1   | 2   | 3   | 4   | 5   | 6   | 7   | 8   | 9   | 10  | 11  | 12  | 13  | 14  | 15  | 16  | 17  | 18  | 19  | Body   | Umístění |
| ---- | ------------ | ------------------- | ---- | ----------- | --- | --- | --- | --- | --- | --- | --- | --- | --- | --- | --- | --- | --- | --- | --- | --- | --- | --- | --- | ------ | -------- |
| 2010 | Red Bull RB6 | Renault RS27 2.4 V8 | B    | Závod       | BHR | AUS | MAL | CHN | ESP | MON | TUR | CAN | EUR | GBR | GER | HUN | BEL | ITA | SIN | JPN | KOR | BRA | ABU | 498    | 1.       |
| 2010 | Red Bull RB6 | Renault RS27 2.4 V8 | B    | Vettel      | 4   | Ret | 1   | 6   | 3   | 2   | Ret | 4   | 1   | 7   | 3   | 3   | 15  | 4   | 2   | 1   | Ret | 1   | 1   | 498    | 1.       |
| 2010 | Red Bull RB6 | Renault RS27 2.4 V8 | B    | Webber      | 8   | 9   | 2   | 8   | 1   | 1   | 3   | 5   | Ret | 1   | 6   | 1   | 2   | 6   | 3   | 2   | Ret | 2   | 8   | 498    | 1.       |
| 2010 | Red Bull RB6 | Renault RS27 2.4 V8 | B    | Kvalifikace | BHR | AUS | MAL | CHN | ESP | MON | TUR | CAN | EUR | GBR | GER | HUN | BEL | ITA | SIN | JPN | KOR | BRA | ABU | Průměr | Průměr   |
| 2010 | Red Bull RB6 | Renault RS27 2.4 V8 | B    | Vettel      | 1   | 1   | 3   | 1   | 2   | 3   | 3   | 3   | 1   | 1   | 1   | 1   | 4   | 6   | 2   | 1   | 1   | 2   | 1   | 2,00   | 2,27     |
| 2010 | Red Bull RB6 | Renault RS27 2.4 V8 | B    | Webber      | 6   | 2   | 1   | 2   | 1   | 1   | 1   | 2   | 2   | 2   | 4   | 2   | 1   | 4   | 5   | 2   | 2   | 3   | 5   | 2,53   | 2,27     |